# Елшани
 Тази статия е за селото в Северна Македония.  За селото в Гърция вижте Елшан.  
Елшани (на македонска литературна норма: Елшани) е село в Община Охрид, Северна Македония.

## География
Селото се намира на юг от град Охрид, и е разположено върху западните склонове на планината Галичица, в непосредствена близост до Охридското езеро. Има население от около 700 души целогодишно, а през летния сезон то се увеличава с още около 400 души.

## История
Църквата „Свети Илия“ в Елшани е изградена в XV век. В XIX век селото е чисто българско. В „Етнография на вилаетите Адрианопол, Монастир и Салоника“, издадена в Константинопол в 1878 година и отразяваща статистиката на населението от 1873 година Слишани (Slischani) е посочено като село с 30 домакинства и 96 жители българи, а Лешани (Léchni) е посочено като село със 70 домакинства с 200 жители българи.
Според статистиката на Васил Кънчов („Македония. Етнография и статистика“) от 1900 година селото е населявано от 240 жители, всички българи.
На Етнографската карта на Битолския вилает на Картографския институт в София от 1901 година Елшани е чисто българско село в Охридската каза на Битолския санджак с 36 къщи.
В началото на XX век цялото население на Елшани е под върховенството на Българската екзархия. По данни на секретаря на екзархията Димитър Мишев („La Macédoine et sa Population Chrétienne“) в 1905 година в селото има 240 българи екзархисти.
При избухването на Балканската война в 1912 година 3 души от Елшани са доброволци в Македоно-одринското опълчение.
В 1994 година митрополит Тимотей Дебърско-Кичевски поставя темелния камък на църквата „Свети Мина“, а на 19 октомври 2003 година осветява готовата църква.
Според преброяването от 2002 година селото има 590 жители северномакедонци.
| Националност     | Всичко |
| северномакедонци | 590    |
| албанци          | 0      |
| турци            | 0      |
| роми             | 0      |
| власи            | 0      |
| сърби            | 0      |
| бошняци          | 0      |
| други            | 0      |

## Личности
Родени в Елшани
- Атанас Николов, македоно-одрински опълченец, Трета рота на Шеста охридска дружина[9]
- Климе Робев Стойоски (13 ноември 1922 – 18 декември 1945), войник, участник в Първа македонска (от ноември 1944 г.) и Втора македонска ударна бригада, в състава на която се сражава на Сремския фронт, починал от болест на 18 декември 1945 година във Военната болница в Гевгели[10]
- Климе Кордоски (10 февруари 1913 – 15 ноември 1944), комунистически партизанин, на 1 август 1944 година се присъединява към комунистическите партизани, загива като член на 15 македонска бригада на 15 ноември 1944 година при Заяс в сражение с Бали Комбетар[10]
- Кръсте Стевоски (16 юли 1924 – 15 юли 1944), комунистически партизанин, на 2 април 1944 година се присъединява към комунистическите партизани, загива като член на 1 македонска бригада в сражение с германски и балистки части на 15 юли 1944 година при Пресека[10]
- Насте Сотироски (7 април 1922 – 8 май 1945), комунистически партизанин, през август 1944 година влиза в 1 македонска бригада на комунистическите партизани, с 14 македонска бригада се сражава на Сремския фронт, загива край Дуго село, Загребско на 8 май 1945 година[10]
- Никола Кордоски (28 ноември 1925 – 2 август 1944), комунистически партизанин, от пролетта на 1943 година подпомага партизаните, а през април 1944 година се присъединява към тях, загива на 2 август 1944 година в Дебър като войник от 1 македонска ударна бригада[10]
- Никола Митрев (1865 – след 1904), български революционер, войвода на ВМОРО
- Никола Николоски (1922 – 1953), комунистически партизанин
- Петър Иванов, деец на ВМОК, македоно-одрински опълченец, четата на Коста Попето[11]
- Петър Курдовски, македоно-одрински опълченец, Четвърта рота на Шеста охридска дружина[12]
- Ристо Климев Рубаноски (27 април 1921 – 1944), комунистически партизанин, участник в Преспанския отряд (от септември 1943) и в батальона „Стив Наумов“, загинал като командир на рота в Трета македонска ударна бригада в сражения с български войски при Църна трава.[10]